# Mustmätta
Koordinaten: 59° 23′ N, 27° 4′ O
Mustmätta ist ein Dorf (estnisch küla) in der Landgemeinde Lüganuse (Luganuse vald). Es liegt im Kreis Ida-Viru (Ost-Wierland) im Nordosten Estlands.
Das Dorf hat 26 Einwohner (Stand 1. Januar 2012).
Bei Mustmätta wurden 1940 Artefakte aus der Älteren Eisenzeit freigelegt.

## Persönlichkeiten
Berühmtester Sohn des Ortes ist der estnische Geiger Robert Peenemaa (1903–49), der in Mustmätta geboren wurde. Von 1941 bis zu seinem frühen Tod 1949 lebte er in seinem Heimatdorf.